# Loogfels am Cyriakuspfad

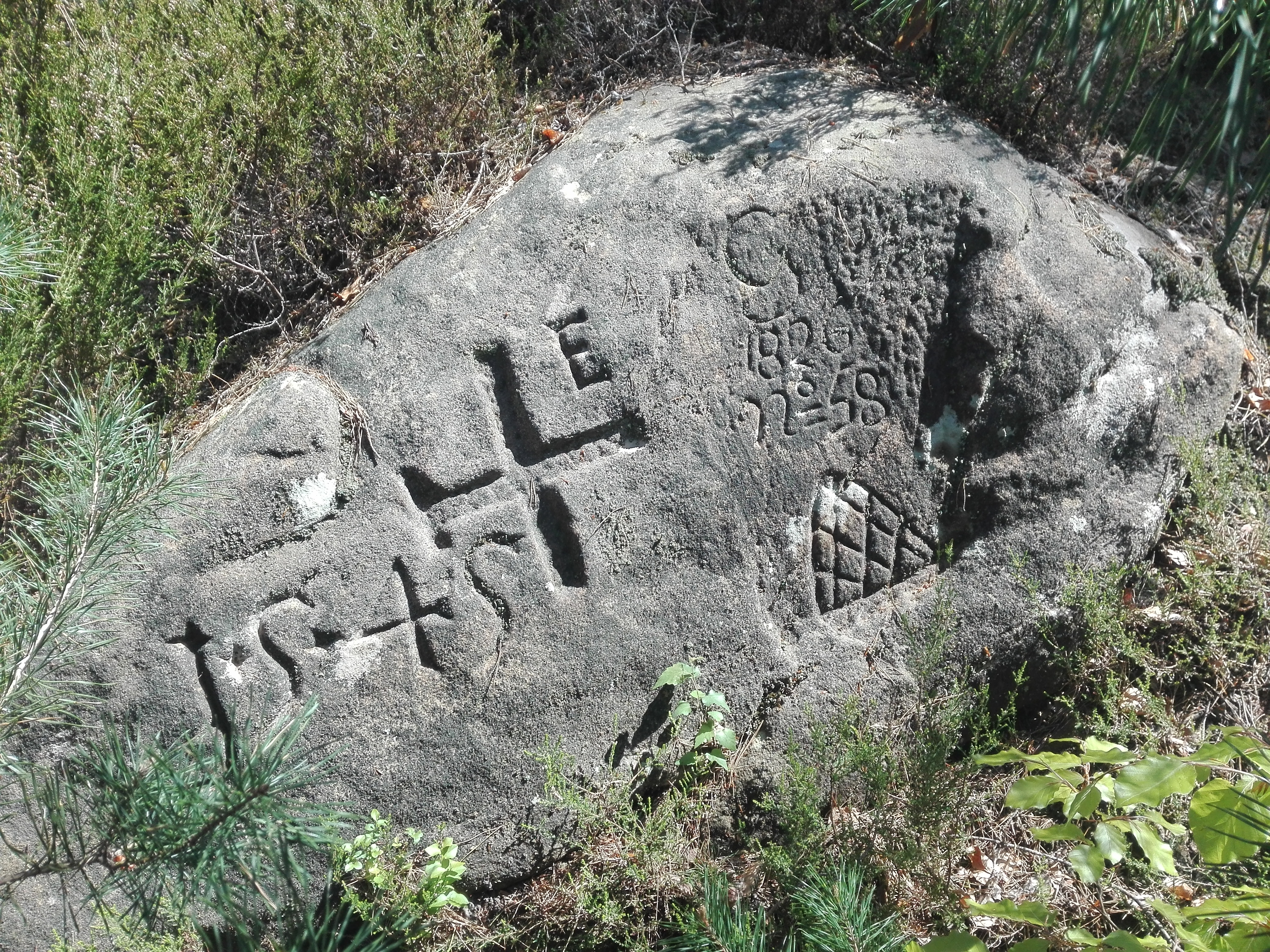
Loogfels am Cyriakuspfad

Der Loogfels am Cyriakuspfad im Pfälzerwald (Rheinland-Pfalz) ist ein Loogfels, der in der Denkmalliste des Landes Rheinland-Pfalz als Einzeldenkmal eingetragen ist. Solche Felsen wurden mit Einkerbungen versehen, beispielsweise mit Wappen oder Piktogrammen, um eine Grenze zu bezeichnen.

## Geographische Lage
Der Loogfels markiert die Südgrenze der Stadt Deidesheim und die Nordgrenze Gimmeldingens, das heute zu Neustadt an der Weinstraße gehört. Er liegt etwa 270 m nordöstlich von Lindenberg auf einer Höhe von 361 m ü. NHN direkt neben einem Wanderweg.

## Bezeichnungen

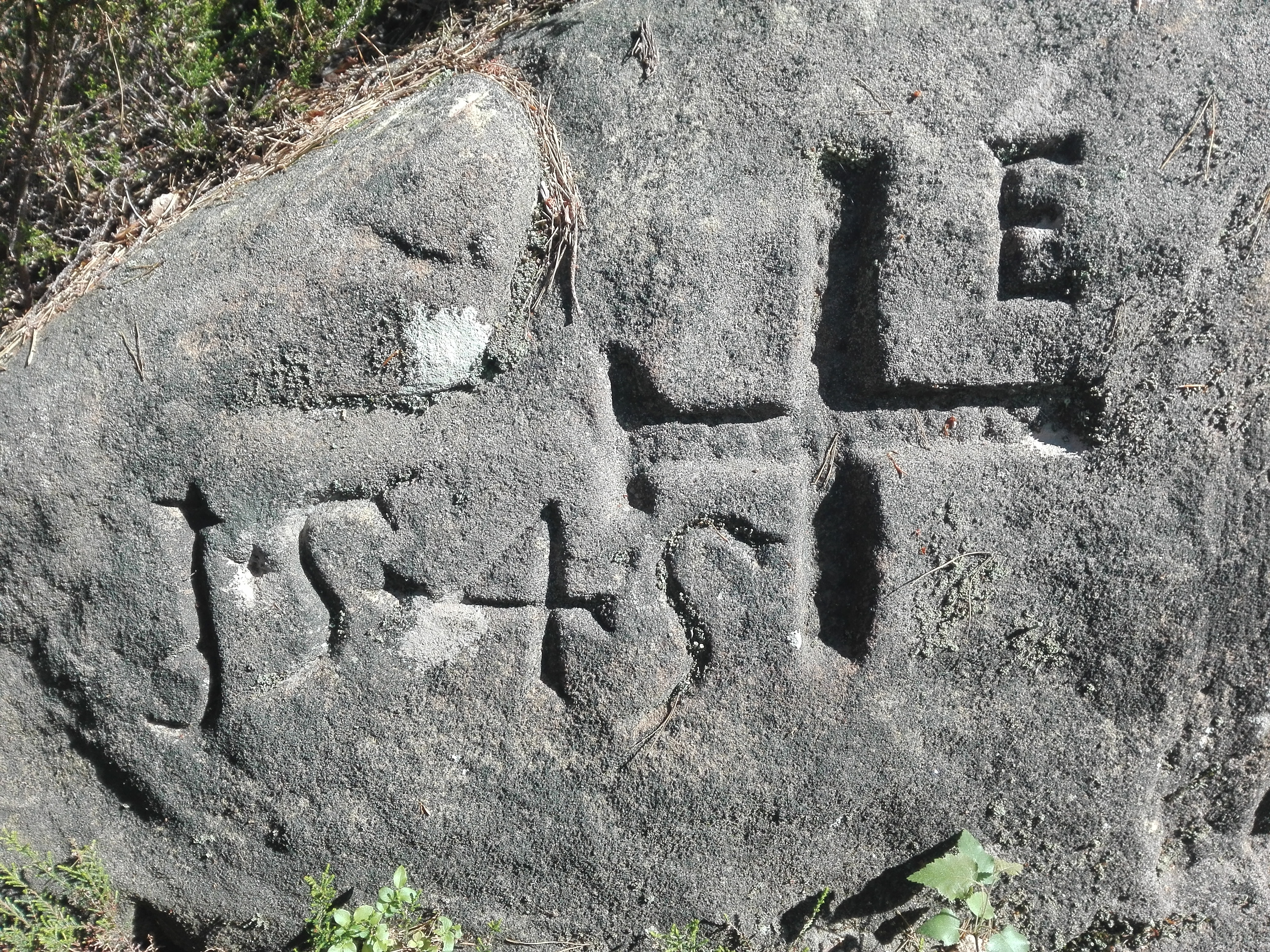
Deidesheimer Waldloogzeichen, Nummerierungsbuchstabe und Jahreszahl

Auf dem Stein sind folgende Zeichen eingelassen:
- Das um einen kleinen Querbalken erweiterte Kreuz ist das Deidesheimer Waldloogzeichen
- Das E ist ein Nummerierungsbuchstabe
- Das G steht für Gimmeldingen
- Nr. 58 ist eine Nummerierung von Gimmeldingen
- Das Rautenwappen steht für die Kurpfalz, zu der Gimmeldingen gehörte
- Die Jahreszahl 1545: Damals wurde der Fels gekennzeichnet